# Bouéna Sarfatí
Pour les articles homonymes, voir Sarfati.
Bouéna Sarfatí, en grec moderne : Μπουένα Σαρφατή, nom d'épouse Bouéna Sarfatí Garfínkle (Μπουένα Σαρφατή Γκαρφίνκλε), nom de guerre Maria (Maritsa) Serafamidou  (1916-1997), est une résistante juive grecque durant la Seconde Guerre mondiale. Elle est également une poétesse et une couturière renommée.

## Biographie
Bouéna Sarfatí naît à Thessalonique (alors Salonique) dans le nord de la Grèce, le 15 novembre 1916,,,. Elle est la fille de Simcha Halewa et Moises Sarfatí. Son père meurt alors qu'elle est enfant. Dans sa jeunesse, elle reçoit une bonne éducation, puis étudie la couture à Marseille. Elle parle couramment le français, le grec et le ladino. Elle fait partie de la haute société de Salonique. Après l'invasion de Salonique par les nazis, en 1941, elle se porte volontaire auprès de la Croix-Rouge. Elle transmet également des messages entre les jeunes hommes dans les camps de travail et leurs familles. Elle est battue et humiliée en public par Vital Hasson, le chef des collaborateurs juifs de Salonique. Elle est fiancée, mais son fiancé est abattu le jour de leur mariage après que Hasson a informé les nazis qu'il s'agissait d'un soldat de l'armée grecque en fuite,.
Bouéna Sarfatí est emprisonné par les nazis dans leur prison de Pablo Mela, mais elle s'échappe avec l'aide d'un partisan déguisé en officier allemand : ce partisan est ensuite capturé, torturé et tué. Bouéna Sarfatí rejoint les partisans, adoptant le nom de Maria (Maritsa) Serafamidou, censée être originaire de Komotini en Thrace. Elle travaille avec eux pendant le reste de la guerre, et un film est tourné plus tard, en Grèce, sur ses exploits. En 1945, elle retourne à Salonique pour travailler comme diététicienne dans les camps de réfugiés, mais aussi, sous couvert, pour organiser le transport vers la Palestine des survivants juifs. En 1946, elle épouse Max Garfinkle, avec qui elle avait travaillé à Salonique ; après un court séjour dans son kibboutz en Israël, ils s'installent à Montréal, au Canada, en 1947. Elle y meurt le 23 juillet 1997 à Montréal, laissant un fils et quatre petits-enfants.